# Die Glut der Gewalt (1996)
Die Glut der Gewalt ist ein US-amerikanischer Fernsehfilm aus dem Jahr 1996.

## Handlung
In einer amischen Gemeinde in Iowa brennen in einer Nacht nacheinander mehrere Scheunen. Aus der Großstadt begibt sich eine Staatsanwältin zu Ermittlungen im Fall aufs Land, die, da sie auch Amische als Täter nicht ausschließen kann, bei diesen leben möchte und dazu das Vertrauen einer Witwe und Mutter zweier fast erwachsener Kinder gewinnt. Die Ermittlerin erfährt während ihrer Untersuchung, dass die Tochter der Witwe sich mit einem Jungen trifft, dessen Vater wegen einer in der Gemeinde verbotenen Scheunenbauweise gebannt wurde und dass der Sohn ein Verhältnis mit einem „flatterhaften“ Mädchen aus der amerikanischen Gesellschaft pflegt.
Nach umfangreichen Verstrickungen und einem weiteren Scheunenbrand stellt sich der Sohn des Gebannten als Brandstifter heraus. Durch die Staatsanwältin ermahnt offenbart der Junge seine Tat auf Knien gegenüber seinen amischen Glaubensgenossen und wird schließlich mit einem Kutschentross zum Gericht gefahren.
In der Nebenhandlung wird das Verhältnis der Staatsanwältin zu der amischen Witwe thematisiert: Die beiden werden Freundinnen, allerdings erleidet diese Freundschaft durch das verheimlichte Wissen der Staatsanwältin über die verbotenen Freundschaften der Kinder einen Bruch, der gegen Ende wieder gekittet wird.

## Auszeichnungen
Der Film gewann 1996 für den Tonschnitt den Emmy Award und wurde in einer weiteren Kategorie für den Emmy nominiert. Lolita Davidovich wurde 1997 für den Golden Satellite Award nominiert.